# Campionato Sammarinese di Calcio 2010/2011
Campionato Sammarinese di Calcio (San Marinos fotbollsmästerskap) säsongen 2010/2011, är den tjugosjätte sedan starten. Säsongen startade 17 september 2010 och kommer att avslutas i maj 2011. 
Tre Fiori är regerande mästare sedan förra säsongen.

## Tävlande lag
Eftersom det inte finns några högre eller lägre ligor, är det samma lag som spelade  säsongen 2009/2010. Namnet inom parentes visar vilken stad/ort laget kommer från.
- S.P. Cailungo (Borgo Maggiore)
- S.S. Cosmos (Serravalle)
- F.C. Domagnano (Domagnano)
- S.C. Faetano (Faetano)

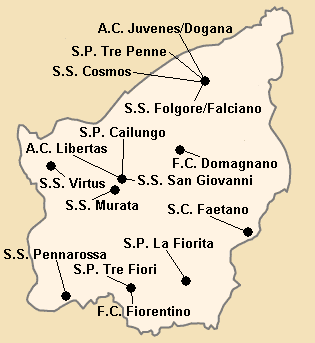
Karta som visar varifrån de olika lagen kommer.

- S.S. Folgore Falciano Calcio (Serravalle)
- F.C. Fiorentino (Fiorentino)
- A.C. Juvenes/Dogana (Serravalle)
- S.S. Pennarossa (Chiesanuova)
- S.P. La Fiorita (Montegiardino)
- AC Libertas (Borgo Maggiore)
- S.S. Murata (San Marino)
- S.S. San Giovanni (Borgo Maggiore)
- S.P. Tre Fiori (Fiorentino)
- S.P. Tre Penne (Serravalle)
- S.S. Virtus (Acquaviva)

## Arenor
Varje match spelades på en slumpvis vald arena av de nedanstående:
- Stadio Olimpico (Serravalle)
- Campo di Fiorentino (Fiorentino)
- Campo di Acquaviva (Chiesanuova)
- Campo di Dogana (Serravalle)
- Campo Fonte dell'Ovo (Domagnano)
- Campo di Serravalle "B" (Serravalle)

## Resultat

### Grupp A
| Nr | Lag            | S  | V  | O | F  | GM | IM | MS  | P  |
| -- | -------------- | -- | -- | - | -- | -- | -- | --- | -- |
| 1  | Pennarossa     | 20 | 13 | 3 | 4  | 31 | 15 | +16 | 42 |
| 2  | La Fiorita     | 20 | 10 | 6 | 4  | 44 | 28 | +16 | 36 |
| 3  | Cosmos         | 20 | 11 | 3 | 6  | 22 | 22 | 0   | 36 |
| 4  | Juvenes/Dogana | 20 | 8  | 5 | 7  | 37 | 31 | +6  | 29 |
| 5  | Faetano        | 20 | 7  | 3 | 10 | 30 | 33 | −3  | 24 |
| 6  | Fiorentino     | 20 | 5  | 4 | 11 | 22 | 37 | −15 | 19 |
| 7  | Cailungo       | 20 | 2  | 4 | 14 | 17 | 40 | −23 | 10 |

### Grupp B
| Nr | Lag          | S  | V  | O | F  | GM | IM | MS  | P  |
| -- | ------------ | -- | -- | - | -- | -- | -- | --- | -- |
| 1  | Tre Fiori    | 21 | 11 | 6 | 4  | 41 | 26 | +15 | 39 |
| 2  | Libertas     | 21 | 10 | 7 | 4  | 26 | 13 | +13 | 37 |
| 3  | Tre Penne    | 21 | 10 | 6 | 5  | 32 | 19 | +13 | 36 |
| 4  | Murata       | 21 | 9  | 8 | 4  | 34 | 19 | +15 | 35 |
| 5  | Virtus       | 21 | 8  | 6 | 7  | 32 | 32 | 0   | 30 |
| 6  | San Giovanni | 21 | 9  | 2 | 10 | 29 | 34 | −5  | 29 |
| 7  | Folgore      | 21 | 3  | 4 | 14 | 21 | 44 | −23 | 13 |
| 8  | Domagnano    | 21 | 0  | 9 | 12 | 17 | 42 | −25 | 9  |